# 3044 Saltykov
A 3044 Saltykov (ideiglenes jelöléssel 1983 RE3) a Naprendszer kisbolygóövében található aszteroida. Natalja Vitaljevna Metlova és Nyikolaj Jefimovics Kurocskin fedezte fel 1983. szeptember 2-án. Az égitest névadója Nyikita Szaltikov (1893-1946), Metlova nagyapja volt.